# 亚硫酸铅
亚硫酸铅是一种无机化合物，化学式为PbSO3，是难溶于水的无色晶体。它可由硝酸铅和亚硫酸钠反应得到。它已知两种晶型，分别属单斜的P21/m和正交的Pnma空间群。